# Lars Karlbom
Lars Karlbom, född 24 april 1928 i Västlands församling, Uppsala län, död 15 juni 2014 i Bro församling, Stockholms län, var 
en svensk friidrottare (tresteg och längd). Han tävlade för Skärplinge IK.
Den 26 juli 1958 förbättrade Lars Karlbom i Gävle Arne Åhmans svenska rekord i tresteg, från 15,40 till 15,43. Han fick behålla rekordet till 1959 då Sten Erickson hoppade 15,68.

#### Fotnoter
1. ↑  Sveriges dödbok 1840–2020